# Ruvell Martin
(en) Statistiques sur pro-football-reference
Ruvell Martin (né le 10 août 1982 à Muskegon dans le Michigan) est un joueur américain de football américain ayant évolué dans la National Football League (NFL) pendant neuf saisons (2004-2012) au poste de wide receiver.

## Biographie

### Jeunesse
Martin étudie au lycée Muskegon Catholic Central High School de sa ville natale où il pratique le football américain au poste de quarterback et le basket ball. Il est intronisé en 2019 au Muskegon Area Sports Hall of Fame.

### Carrière universitaire
Il entre à l'université d'État de Saginaw Valley, jouant avec l'équipe de football américain des Cardinals. À son arrivée, il déplacé au poste de wide receiver. En 2001, il est désigné meilleur receveur de son équipe avant d'être sélectionné dans la seconde équipe de la saison de la Great Lakes Intercollegiate Athletic Conference. Lors de sa dernière année universitaire, il est sélectionné dans l'équipe type de la saison de cette conférence.

### Carrière professionnelle
Ruvell Martin n'est sélectionné par aucune équipe lors de la draft 2004 de la NFL. Peu après, il signe comme agent libre non-drafté avec les Chargers de San Diego mais est libéré avant le début de la saison 2004. La saison suivante, il revient à San Diego mais la franchise le dirige vers les Admirals d'Amsterdam, équipe néerlandaise, évoluant en NFL Europe. Lors de la saison 2005 en NFL Europe, il est sélectionné dans l'équipe type des meilleurs joueurs de la saison après avoir parcouru 679 yards à la passe et inscrit douze touchdowns. Il remporte le World Bowl XIII de cette ligue.
En novembre 2005, il signe avec l'équipe d'entraînement des Packers de Green Bay. En 2006, il fait ses débuts en NFL et joue trois des treize matchs comme titulaire, marquant son premier touchdown. Lors du dernier match de la saison 2006, il remplace Greg Jennings sorti sur blessé et effectue sept réceptions pour un gain cumulé de 118 yards.
Le 10 novembre 2007, il inscrit deux touchdowns contre les Vikings du Minnesota dans un match blanchi par Green Bay, 34-0. Considéré ensuite comme troisième quarterback de l'équipe, il trouve son poste de receveur après la signature de Craig Nall. Il est libéré le 5 septembre 2009 avant le début de la saison mais signe le 15 septembre 2009 avec les Rams de Saint-Louis. Il y dispute huit matchs, réussissant six réceptions pour un gain total de 99 yards. Le 15 mars 2010, il signe avec les Seahawks de Seattle, y effectue le camp d'entraînement et les matchs de d'avant saison mais est finalement libéré le 4 septembre 2010. Le 3 novembre, il revient à Seattle pour parer aux blessures de Mike Williams (en) et Golden Tate et entre au cours de cinq matchs où il réussit sept réceptions pour un gain total de 158 yards et un touchdown.
Le 24 août 2011, il signe avec les Bills de Buffalo, est libéré avant la sélection de l'effectif final mais est réengagé peu après le début de saison. Il subit une blessure aux ischio-jambiers en fin de saison
Martin est resigné par les Bills le 7 mars 2012 mais bien que n'ayant pas été repris dans l'effectif final, est réengagé peu de temps après. Il se blesse en cours de saison ce qui le prive d'au moins un match .

### Carrière d'entraîneur
En 2020, Matt LaFleur, son ancien équipier à l'université, l'engage dans un rôle mineur d'entraîneur chez les Packers de Green Bay. Martine quitte ce poste après la saison 2021.

## Vie privée
Martin est marié avec Michelle qu'il a rencontrée à l'université. Ils ont eu quatre enfants. Après sa carrière de joueur, Martin travaille comme as a agent immobilier à Fort Mill en Caroline du Sud.

## Palmarès
- Meilleur receveur des Cardinals de Saginaw Valley State en 2001 ;
- Sélectionné dans la deuxième équipe de la Great Lakes Intercollegiate Athletic Conference en 2002 ;
- Sélectionné dans la première quipe de la Great Lakes Intercollegiate Athletic Conference en 2003 ;
- Sélectionné dansl'équipe type de la NFL Europa en 2005 ;
- Vainqueur du World Bowl XIII de la NFL Europa en 2005.